# تپه قلعه کیخسرو
تپه قلعه کیخسرو مربوط به سدهٔ ۷ و ۸ ه.ق است و در شهرستان خدابنده، روستای ارغون واقع شده و این اثر در تاریخ ۱۱ مهر ۱۳۵۶ با شمارهٔ ثبت ۱۴۵۶ به‌عنوان یکی از آثار ملی ایران به ثبت رسیده‌است.